# Холодильний агрегат
Холодильний агрегат (рос. холодильный агрегат; англ. cooling plant, refrigerator; нім. Kälteanlage f, Kühlanlage f) — конструктивно об'єднані в один блок основні елементи холодильної машини і пов'язані з ними допоміжні пристрої.

## Загальний опис
Холодильний агрегат призначений для роботи в складі систем охолодження технологічних потоків газів та рідин, для заморожування ґрунтів тощо Випускаються Х.а. в основному для вироблення холоду на температурних рівнях до -90 0С, рідше до -153 0С. Застосовують Х.а. парокомпресорного, ежекторного, абсорбційного, детандерного, вихрового і термоелектричного типів. За конструктивним виконанням Х.а. розділяють на рамні (обладнання монтується на одній рамі) та безрамні конструкції (об'єднуючим елементом служить один з теплообмінних апаратів). За об'ємом і видом обладнання, включеного в склад Х.а., розрізняють компресорні агрегати, компресорно-конденсатні аґреґати, компресорно-випаровувальні аґреґати.
- Компресорні Х.а. складаються з компресора, привода, арматури, приладів. Як привод, здебільше, застосовують електродвигуни, рідко — газові чи парові турбіни. Максимальна одинична потужність компресорних Х.а. 10000 кВт. Компресори виконуються поршневими, гвинтовими чи відцентровими.

- Компресорно-конденсаторні Х.а. комплектуються водяними чи повітряними конденсаторами холодоагента, арматурою, приладами контролю, комунікаціями холодоагента. Використовуються у випадках, коли випаровувальна частина холодильного устатковання не може бути об'єднана в одному агрегаті з рештою обладнання.

- Компресорно-випаровувальні Х.а. використовуються, в основному, у великих водоохолоджувальних устаткованнях при повітряній конденсації холодоагента, коли конденсатори через великі габарити не можуть бути включені в один блок холодильної машини.

- Апаратні Х.а. можуть включати в себе різноманітні апарати холодильних машин, напр., конденсатор та випаровувач, випаровувач з регулюючою арматурою та ресивер.